# 17e régiment d'artillerie (France)
Le 17e régiment d'artillerie (17e RA) est une unité d'artillerie de l'armée de terre française créée en 1854, sous le Second Empire, sous le nom de 17e régiment d'artillerie à cheval.

## Création et différentes dénominations
- 16 mars 1854 :  création du 17e régiment d'artillerie à cheval ;
- 1872 : devient le 17e régiment d'artillerie ;
- 1883 : devient le 17e régiment d'artillerie de campagne ;
- 1924 : devient le 17e régiment d'artillerie divisionnaire ;
- 1940 : dissous ;
- 1952 : recréation du 17e régiment d'artillerie ;
- 2000 : devient le 17e groupe d'artillerie ;
- 2025 : redevient le 17e régiment d'artillerie.

## Colonels et chefs de corps
- 6 mars 1854 : Anatole de Vivès[1]
- 14 avril 1855 : Marie Paul Antoine Ohier[2]
- 22 octobre 1857 : Xavier Jean Marie Henri Clément Vernhet de Laumière
- 12 juillet 1859 : baron Paul Ernest Xavier de Liégeard[3]
- 28 août 1861 : Jean François Armand Laffite
- 1870 : colonel de Vassart
- 1er avril 1871 : Gabriel Gustave Brisac[note 1]
- 1875 : colonel Etienne Amaudric du Chaffaut
- 1879 : colonel Abraham
- 1883 : colonel Martin de Randal
- 1889 : colonel Salvain
- 1892 : colonel Bourjat
- 1895 : colonel de Labatut
- 1897 : colonel Le Vavasseur
- 1918 : Charles Noguès
- 1935 - 1938 : colonel Blanchon
- 1970 : chef d'escadron Jean Aubier
- 1970 : chef d'escadron Bernard Denys de Bonnaventure
- 1972 : lieutenant-colonel Georges Dareths
- 1974 : lieutenant-colonel Michel Laniez
- 1976 : lieutenant-colonel Paul Redon
- 1978 : lieutenant-colonel Désiré Gigon
- 1980 : lieutenant-colonel Pierre Martinien
- 1982 : lieutenant-colonel Joseph de La Motte de la Motte-Rouge
- 1984 : lieutenant-colonel Jean-Claude Fossey
- 1986 : lieutenant-colonel Henri Dratch
- 1988 : lieutenant-colonel Jean-Paul Gaillard
- 1990 : lieutenant-colonel Jean Tesson
- 1992 : lieutenant-colonel Christian Paulin
- 1994 : lieutenant-colonel Bernard Salabelle
- 1996 : lieutenant-colonel Yves Leroy
- 1998 – 2000 : lieutenant-colonel Alain Schwartz
- 2000 – 2002 : lieutenant-colonel Christian Humbert
- 2002 – 2004 : colonel Patrick Perret
- 2004 - 2006 : lieutenant-colonel Gilbert Henry
- 2006 - 2007 : lieutenant-colonel Jacques-Yves Le Fur
- 2007 - 2009 : lieutenant-colonel Jean Panel
- 2009 - 2011 : lieutenant-colonel Laurent Zych
- 2011 - 2013 : lieutenant-colonel Olivier Monteil
- 2013 - 2015 : lieutenant-colonel Dominique Cristofani
- 2015 - 2017 : lieutenant-colonel Laurent Frentz
- 2017 - 2019 : lieutenant-colonel Pierre Boyer
- 2019 - 2021 : lieutenant-colonel Philippe de Riols de Fonclare
- 2021 - 2023 : lieutenant-colonel Romuald Mazen
- 2023 - 2025 : colonel Armand Cottin
- 2025 - … : colonel Clément Bertin

## Historique des garnisons, combats et bataille

### Second Empire
Le 17e régiment d'artillerie à cheval est réorganisé, à Vincennes, le 6 mars 1854, à partir de l'état-major et des 3 batteries à cheval du 8e régiment d'artillerie auxquelles viennent se joindre 2 batteries à cheval des 9e, 10e et 11e régiments d'artillerie.

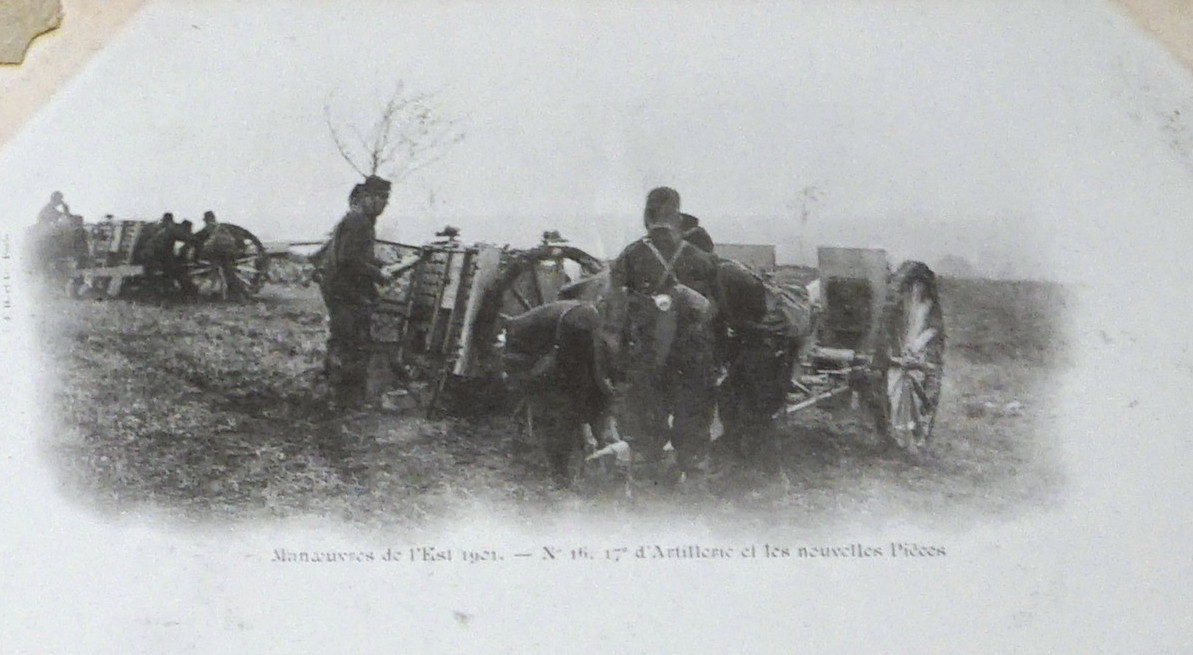
Le 17e en batterie lors des Grandes manœuvres de l'Est de 1901.

De 1854 à 1856 il est engagé dans la guerre de Crimée et participe durant la siège de Sébastopol, en 1854, aux batailles de l'Alma, de Balaklava et d'Inkermann durant laquelle la 17e batterie fait des ravages dans les rangs de l'infanterie russe puis éteint le feu de l'artillerie russe. En 1855, il se trouve à la bataille de Traktir.
En 1859, il prend part à la campagne d'Italie et bat avec succès les batteries autrichiennes à la bataille de Solférino.
Au déclenchement de la guerre franco-allemande de 1870, il est en garnison à Metz et mobilise six batteries de campagne. Deux batteries sont affectées au 2e corps d'armée, deux au 3e corps d'armée et deux au 4e corps d'armée. Elles combattent aux batailles de Spicheren, de Foeschwiller et pendant le siège de Metz aux batailles de Borny, Rezonville, Saint-Privat.
Depuis sa formation, le 17e régiment d'artillerie à cheval occupe les garnisons de Vincennes en 1854, de Bourges en 1858, de Toulouse en
1863, de Valence en 1866, de Metz en 1869, et de Maubeuge en 1871.

### 1871 à 1914
Alors en garnison à La Fère en 1872, le « 17e régiment d'artillerie à cheval » est réorganisé en le mettant sur pied de régiment mixte sous le nom de « 17e régiment d'artillerie ». Il garde ses 2 premières batteries, cède les 6 autres batteries aux 8e, 15e, 22e, 25e, 26e et 27e régiments d'artillerie. Il reçoit en échange 3 batteries à pied où montées du 8e régiment d'artillerie, 4 batteries 11e régiment d'artillerie et 1 batterie du 15e régiment d'artillerie.
Le remaniement du 28 septembre 1873 le place dans la 19e brigade. Il garde ses 10 premières batteries et cède deux batteries à cheval qui passent aux 29e et 37e régiments d'artillerie.
En 1893, le 17e régiment d'artillerie de campagne est stationné à La Fère jusqu'en avril 1914. En temps de paix, il est rattaché à la 2e brigade d'artillerie.
- 1er janvier 1914 : il tient garnison à[6] :

La Fère pour les 1re à 9e batteries montées
Eu (Seine-Maritine) : 10e à 12e batteries
- 1er avril 1914 :  Mouvements des corps d'Artillerie : 17e Régiment d'Artillerie : état-major et 3 groupes de La Fère à Amiens (1 groupe)[7],[8] et Abbeville (2 groupes)[7],[8],[9].

dépôt toujours à la Fère
- 1er mai 1914 : en application de la loi du 15 avril 1914[10], le IVe groupe du 17e RAC (batteries 10, 11, 12) armées de 155 CTR à Eu devient le IIe groupe du Ier régiment d'artillerie lourde[11] (IIe/1er RAL).

### Première Guerre mondiale

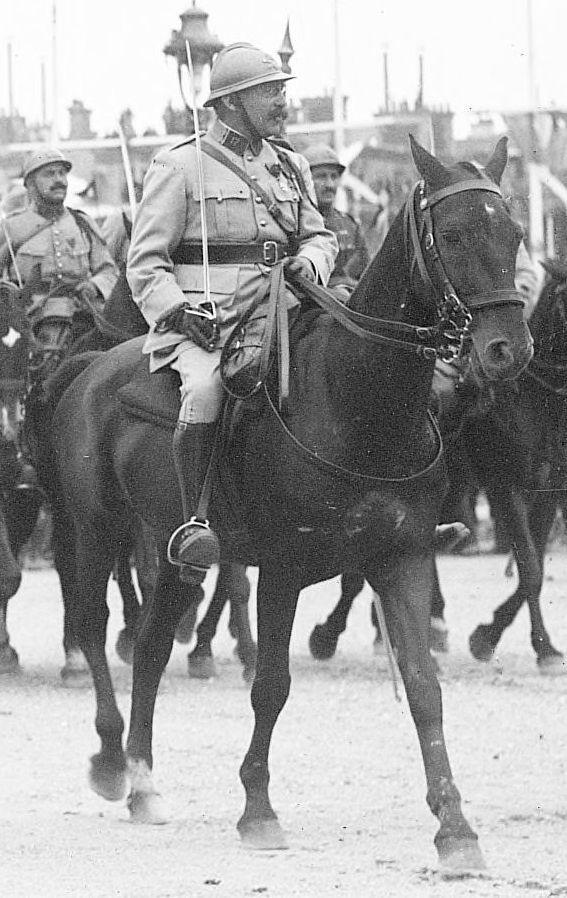
Le colonel du lors du défilé du 14 juillet 1919 en France à Paris.

Composition : trois groupes comprenant chacun 9 batteries de 75 (pour un total de 36 canons).
D'avril à août 1914 il est en garnison à Abbeville (Somme) et Amiens (Somme), il est affecté à l'artillerie de la 3e division d'infanterie pendant la guerre. Le 17e RAC s'illustre en 1914 lors de la retraite d'août, puis sur la Marne, et enfin en Argonne. En 1917, il combat au Mort-Homme. En 1918, il s'illustre encore à Somme-Py dans les combats menés pour contrer l'offensive allemande.
Au cours de cette guerre le régiment est cité trois fois : une fois à l'ordre de la division, et deux fois à l'ordre de l'armée, ce qui lui donne le droit au port de la fourragère aux couleurs de la croix de guerre.

### Entre-deux-guerres
À la fin de la guerre, le régiment reprend une de ses anciennes garnisons à Abbeville, caserne Dupré, jusqu'en 1928. De 1929 à 1939, il est en garnison à Sedan.

### Seconde Guerre mondiale
Sur la ligne Maginot en 1939, le 17e régiment d'artillerie tente une retraite désespérée dans les derniers jours de juin. Il doit capituler sur les hauteurs vosgiennes le 22 juin 1940.

### Guerre d'Algérie
Recréé le 1er avril 1952 à Sedan sous le nom de Ier groupe du 17e régiment d'artillerie (I/17e RA) et équipé de canons de 155 mm M40 Gun Motor Carriage américains, il devient l'artillerie organique divisionnaire de la 6e division blindée. Renommé groupe de marche du 17e RA, il est d'abord envoyé au Maroc (août 1955) puis en Algérie où il est chargé de faire des tirs de barrage le long de la frontière marocaine pour en assurer l'étanchéité contre les incursions de l'ALN, depuis le Maroc, devenu indépendant en mars 1956.
Après les accords d'Évian, le 17e RA reste à Colomb-Béchar pour soutenir les expérimentations d'armes.

### Après 1970
En 1970, il est installé à Biscarrosse où il est chargé de soutenir le centre d'essais des Landes. Depuis régiment basé à Biscarrosse-Plage - Landes, il est groupement de soutien au centre d'essais des Landes. Il a perdu ses derniers canons de 40 en 1994.
En 1995, il est encore composé de quatre batteries :
- la 1re batterie, chargée de l'organisation d'écoles à Feu (LATTA) pour tous les régiments, avec tir de canons de 20 et missiles SATCP Mistral ainsi que de la mise en œuvre expérimentale et opérationnelle des drones de l'armée française ;
- la 11e batterie, chargée de la formation des militaires du contingent pour le 17e RA (1re et 2e sections), du CEL (3e section, en général) et (l'ENORSSA) de Bordeaux (4e voire 5e section). La 11e batterie 2e section était chargée de la formation initiale des VMF de la région sud ouest ;
- la batterie de commandent et de logistique, chargée d'assurer le fonctionnement matériel et pratique du régiment (ordinaire, véhicules,…) ;
- la batterie de protection et de sécurité, chargée de la protection du CEL en collaboration avec la gendarmerie.

En 2000, il devient le 17e groupe d'artillerie.
Le 1er juillet 2025, il reprend l'appellation de 17e régiment d'artillerie.

### Missions actuelles
- Depuis 1996, arme le centre national d'évaluation et de formation à la lutte antiaérienne toutes armes (CNEF LATTA) qui assure la formation des officiers et sous-officiers (LATTA) de Corps de troupe, et l’entraînement et l’évaluation des équipes de pièce mitrailleuses de 12,7 mm et de canons de 20 mm dans le domaine de la lutte anti-aérienne toutes armes.
- Formation des maîtres de chiens de l'armée de Terre dans la détection et la neutralisation humaine, mais aussi en recherche et détection d'explosifs.
- Formation et l’entraînement des unités en techniques de pilotage en tout terrain, sur sable en particulier.
- Formation des militaires du contingent pour le 17e RA (1re et 2e sections), du CEL (3e section, en général) et (l'ENORSSA) de Bordeaux (4e voire 5e section). La 11e batterie 2e section était chargée de la formation initiale des VMF de la région sud ouest.
- Protection du CEL en collaboration avec la gendarmerie

## Garnison
Il est installé à Biscarrosse. Le 17e groupe d'artillerie assure le fonctionnement du Centre National d'Évaluation et de la Formation à la lutte anti-aérienne toutes armes (CNEF LATTA) inauguré le 4 avril 1996. Il assure la conduite et le soutien des écoles à feu sol-air des armées françaises et étrangères, il participe aux expérimentations de nouveaux matériels. Jusqu'en 2010, il a mis en œuvre la station de trajectographie, de guidage et de sauvegarde (STGS) du drône de reconnaissance (CL 289) en soutien du 61e RA. Il participe sur demande à la sécurité du centre d'essais des Landes.
En 2007, inauguration du Centre de formation cynotechnique où sont formés les maîtres chiens (formation d'adaptation du 1er et 2e degré, formation d'adaptation, et formation en vue de la reconversion).
En 2008, le 17e GA passe sous le commandement du CCPF (MAILLY).
En 2011, le 17e GA est rattaché à la Base de Défense de Cazaux. Il se voit aussi confier une mission nouvelle : la formation des tireurs VAB TOP de l'Armée de terre. Enfin à l'été, les pelotons de soutien canins de Souge (Gironde) et de Sissonne (Aisne) lui sont rattachés.

## Le régiment aujourd'hui
Le 17e régiment d'artillerie fait partie du Commandement de l'entrainement au combat interarmes (COM ECIA). 

### Composition
- État-major
- Batterie de Commandement et de Logistique, incluant
  - le CNEF LATTA
  - le CFC
  - les PSC de Souge et Sissonne.

### Missions
- Armement du centre national d'évaluation et de formation à la lutte antiaérienne toutes armes (CNEF LATTA)[17] qui assure la formation des officiers et sous-officiers (LATTA) de Corps de troupe, et l'entraînement et l'évaluation des équipes de pièces mitrailleuses de 12,7 mm et de canons de 20 mm dans le domaine de la lutte anti-aérienne toutes armes. Ce centre assure depuis 2011 la formation des tireurs VAB TOP de l'Armée de terre.
- Armement du centre de formation cynotechnique (CFC)[18] qui assure la formation de l'ensemble des maîtres chiens de l'Armée de terre et de la marine.
- Soutien de la campagne sol-air annuelle du CFT (exercice NAWAS)
- Soutien canin aux PSC de Souge & Sissonne
- Organisation pour la zone de défense de formations régionales au profit de réservistes : PMD.

### Matériels
- Pamela,
- Affût AA 53T2, VAB T20-13, VAB TOP,
- Cible SQ20 d'entrainement[19].

### Armement
- Sol-air : SATCP Mistral, canons de 20 mm[20], lance grenades de 40 mm, et mitrailleuses 12.7.

## Étendard

Dessin de l'étendard du d'artillerie.

Il porte, cousues en lettres d'or dans ses plis, les inscriptions suivantes :
- Sébastopol 1854-1855
- Solférino 1859
- Argonne 1914
- Mort-Homme 1917
- Somme-Py 1918

## Décorations

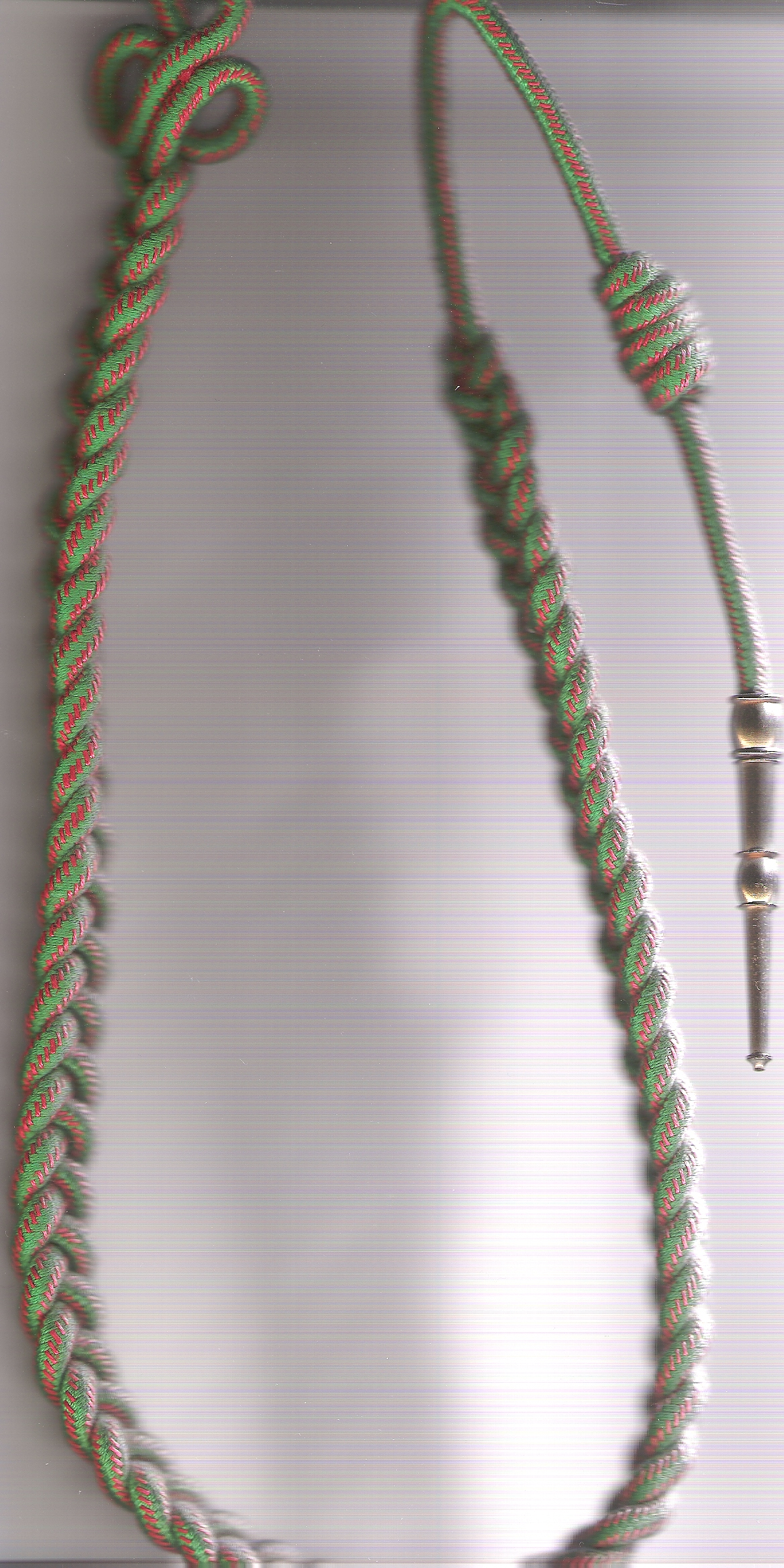
Fourragère aux couleurs du ruban de la croix de guerre 1914-1918

Sa cravate est décorée de la croix de guerre 1914-1918 avec une citation à l'ordre de la division, puis deux citations à l'ordre de l'armée.

## Devise
La devise actuelle du régiment est « Je sais où je vais ». Dans les années 1950, le régiment avait adopté la devise de la ville de Sedan Undique Robur, fort de toutes parts.

### Sources et bibliographie
- 17e régiment d'artillerie de campagne : historique du régiment, Paris, H. Charles-Lavauzelle, 1920, 45 p., lire en ligne sur Gallica.
- Pierre Montagnon : Histoire de l'armée française.
- Henri Kauffer : Historiques de l'artillerie française.
- Historique du 17e Régiment d’Artillerie
- Louis Susane : Histoire de l'artillerie Française
- Historiques des corps de troupe de l'armée française (1569-1900)
- Histoire de l'armée française, Pierre Montagnon.
- Historique de l'artillerie française, H. Kauffert.
- Historique du 17e groupe d'artillerie (2009 - Publications EMCC)